# Discradisca sparselineata
Discradisca sparselineata är en armfotingsart som först beskrevs av Dall 1920.  Discradisca sparselineata ingår i släktet Discradisca och familjen Discinidae. Inga underarter finns listade i Catalogue of Life.